# Rōnin FC
Rōnin FC es un club de fútbol catalán de la ciudad de Rubí (Barcelona), fundado en 2025 por el creador de contenido vasco Ibai Llanos. Actualmente compite en el grupo 25 de Cuarta Catalana, la categoría más baja del sistema de ligas de Cataluña.
La creación del club fue anunciada públicamente en agosto de 2025 a través de los canales de comunicación de Ibai Llanos. En pocas horas, el proyecto despertó un gran interés mediático y acumuló miles de seguidores en redes sociales. Paralelamente, se inició un proceso de captación de jugadores para conformar la plantilla que afrontaría la primera temporada.
No obstante, la aparición de Rōnin FC generó también críticas en distintos ámbitos. Entre ellas, se señaló el escaso arraigo histórico del club en la ciudad de Rubí, el uso de un nombre de origen japonés (rōnin significa “samurái sin señor” o “guerrero errante”) en lugar de referencias locales, así como la ausencia del catalán en la comunicación oficial del equipo pese a estar radicado en Cataluña. 
Asimismo, se cuestionó que se impulsara un nuevo club con fuerte respaldo mediático mientras otras entidades con larga trayectoria desaparecen por dificultades económicas.
El conjunto disputa sus partidos como local en el Campo Municipal de Rubí, instalación habitual de otros equipos de la ciudad.